# Christian Cepeda
Christian Enrique Cepeda (Posadas, Misiones, 5 de febrero de 1991) es un futbolista argentino. Se desempeña como defensor central y su equipo actual es Deportes Recoleta de la Primera B de Chile.
Tiene el récord de ser uno de los pocos jugadores del fútbol argentino en jugar en todas las categorías profesionales.

## Trayectoria

### Progreso Rowing
Cepeda se inició futbolísticamente en las inferiores del Club Progreso Rowing, de su natal provincia Misiones, donde mostró sus cualidades técnicas y futbolísticas, y tras ganar más de un título con la institución dirigida por José “Palo” Ortega y Enrique Gerez, fue seleccionado para realizar una prueba en Buenos Aires y tras un par de ensayos quedó en las filas de Arsenal allá por febrero de 2006.

### Arsenal de Sarandí
En la pretemporada de 2010 el por entonces entrenador de la Primera, Jorge Burruchaga lo sumó al plantel de Reserva y Primera para realizar la pretemporada. 
Llegó a jugar algunos partidos en el Torneo Apertura 2011, Torneo Clausura 2012 y también en la Copa Sudamericana. Finalmente, no sería tomado en cuenta para la temporada 2012, y fue transferido a préstamo al Club Social y Deportivo Merlo.

### Deportivo Merlo
No le iría tan bien en el conjunto del Charro ya que descendería a la Primera B Metropolitana, tercera categoría del fútbol argentino. Disputando tan solo 16 partidos sin convertir, se iría del club como libre y terminaría su contrato con Merlo y Arsenal.

### Once Tigres
Luego de su mal pase por Merlo, ficharía por una temporada en el humilde club Once Tigres, que disputaba el Torneo Federal B, cuarta división de clubes no asociados directamente a la AFA. Participó en 25 encuentros, marcando en 2 ocasiones.

### UAI Urquiza
Llamo la atención del Furgonero y en el mes de julio del año 2014 ficharía por la UAI Urquiza. El permaneció en el club 5 temporadas, jugando 123 partidos y convirtiendo 4 goles.

### Guillermo Brown
Gracias a sus grandes actuaciones, llegaría al club de Puerto Madryn, que estaba en la Primera B Nacional. Duró poco, jugando 19 partidos y marcando 2 goles.

### Ferro de General Pico
Se mudaría hacia La Pampa para jugar en Ferro de General Pico. No tendría casi participación, disputando solamente 3 partidos sin marcar ningún tanto. Rescindió de su contrato.

### Los Andes
Llegó al Milrayitas en el 2020, de mano de la dirección de German Cavalieri. Hasta la actualidad, disputó 14 partidos, marcando un gol y quedando subcampeón del Torneo Apertura de Primera B 2021.

### Fútbol del exterior
Para 2022, fue presentado como nuevo jugador del Cumbayá de la Serie A de Ecuador.En el conjunto ecuatoriano fue separado del plantel junto a su compatriota Joaquín Pucheta, siendo acusados por la dirigencia del club por arreglos extrafutbolísticos, lo que habría sido confirmado por los jugadores, por lo que luego fueron desvinculados del equipo ecuatoriano. En junio de 2022, ficha por el Royal Pari de la Primera División de Bolivia.
El 26 de diciembre de 2022 es anunciado como refuerzo de Unión San Felipe de la Primera B chilena. Tras el fin de la temporada 2023, es Deportes Recoleta de la misma categoría quien se hace con sus servicios.

## Selección nacional

### Selección sub-20
En el año 2011, fue citado para ser parte de la selección de fútbol sub-20 de Argentina que era dirigida por el entrenador Sergio Batista.
No disputó ningún partido.

## Clubes
| Club                  | País      | Año       |
| --------------------- | --------- | --------- |
| Arsenal               | Argentina | 2010-2012 |
| Deportivo Merlo       | Argentina | 2012-2013 |
| Once Tigres           | Argentina | 2013-2014 |
| UAI Urquiza           | Argentina | 2014-2018 |
| Guillermo Brown       | Argentina | 2018-2019 |
| Ferro de General Pico | Argentina | 2019-2020 |
| Los Andes             | Argentina | 2020-2021 |
| Cumbayá               | Ecuador   | 2022      |
| Royal Pari            | Bolivia   | 2022      |
| Unión San Felipe      | Chile     | 2023      |
| Deportes Recoleta     | Chile     | 2024-Act. |